# Renato Salvatore
Renato Salvatore (ur. 1955) – włoski duchowny katolicki, od 2007 generał zakonu kamilianów, do którego wstąpił w 1971. 
W 1983 przyjął święcenia kapłańskie. 
Ukończył studia teologiczne na rzymskim Uniwersytecie św. Tomasza. Uzyskał doktor z teologii moralnej.
W zakonie o. Salvatore był m.in. wykładowcą, odpowiadał za formację oraz przez kilka lat reprezentował Watykan przy Światowej Organizacji Zdrowia w Genewie. 
15 maja 2007 roku został wybrany przez Kapitułę Generalną na generalnego przełożonego zakonu do roku 2013. 14 maja 2013 został wybrany na drugą 6-letnią kadencję.